# Diego Rodrigues
Diego Henrique Oliveira Rodrigues (Guimarães, 24 maggio 2005) è un calciatore portoghese, centrocampista del Braga.

## Carriera

### Club
È cresciuto nel settore giovanile del Braga, con cui ha firmato il primo contratto professionistico il 2 giugno 2023. Ha esordito con la squadra B il 7 agosto seguente nell'incontro di Terceira Liga perso 1-0 contro il Varzim ed ha segnato il primo gol il 31 agosto 2024, contro il Lusitânia.
Il 4 gennaio 2025 ha fatto il suo esordio in prima squadra nella partita di Primeira Liga vinta 2-1 contro il Benfica.

### Nazionale
Ha giocato nelle nazionali giovanili portoghesi Under-17, Under-18, Under-19 ed Under-20.

## Statistiche

### Presenze e reti nei club
Statistiche aggiornate al 2 febbraio 2025.
| Stagione        | Squadra         | Campionato      | Campionato | Campionato | Coppe nazionali | Coppe nazionali | Coppe nazionali | Coppe continentali | Coppe continentali | Coppe continentali | Altre coppe | Altre coppe | Altre coppe | Totale | Totale | Totale |
| Stagione        | Squadra         | Comp            | Pres       | Reti       | Comp            | Pres            | Reti            | Comp               | Pres               | Reti               | Comp        | Pres        | Reti        | Pres   | Reti   |        |
| --------------- | --------------- | --------------- | ---------- | ---------- | --------------- | --------------- | --------------- | ------------------ | ------------------ | ------------------ | ----------- | ----------- | ----------- | ------ | ------ | ------ |
| 2023-2024       | Braga B         | TL              | 7          | 0          | -               | -               | -               | -                  | -                  | -                  | -           | -           | -           | 7      | 0      |        |
| 2024-2025       | Braga B         | TL              | 16         | 2          | -               | -               | -               | -                  | -                  | -                  | -           | -           | -           | 16     | 2      |        |
| 2024-2025       | Braga           | PL              | 4          | 0          | CP+CdL          | 1+1             | 0               | UEL                | 0                  | 0                  | -           | -           | -           | 6      | 0      |        |
| Totale carriera | Totale carriera | Totale carriera | 27         | 2          |                 | 2               | 0               |                    | 0                  | 0                  |             | -           | -           | 29     | 2      |        |